# El Cap de Barcelona
El Cap de Barcelona (in italiano La faccia di Barcellona) è una scultura surrealista che si trova a Barcellona, opera dell'artista pop americano Roy Lichtenstein che l'ha creata per le Olimpiadi del 1992.
La scultura è stata la prima opera di Lichtenstein realizzata all'aperto ed utilizzando piastrelle di ceramica, come omaggio all'opera di Antoni Gaudí e alla tecnica del trencadís molto diffusa a Barcellona.
L'opera si trova sul Passeig de Colom, all'ingresso del Port Vell, ed è alta 15 metri e larga 6 metri. È stata realizzata con otto pezzi prefabbricati di pietra artificiale, graffe di acciaio inossidabile e un rivestimento ceramico per un peso di 90 tonnellate e rappresenta la testa di una donna appartenente ad una serie di volti intitolati Brushstrokes, perché è stata concepita come se fosse realizzata mediante grandi pennellate.